# Зисо Нолев
Зисо Нолев (Нольов) Панов е български революционер, деец на Вътрешната македоно-одринска революционна организация.

## Биография
Зило Нолев е роден в костурското село Жупанища, тогава в Османската империя. Присъединява се към ВМОРО и става подвойвода на Жупанската чета на Пандо Сидов през Илинденско-Преображенското въстание. Заедно с другите подвойводи Димитър Кляшев и Аргир Николов успешно прекъсва телеграфните съобщения между Костур, Билища и Корча и Костур и Хрупища. След въстанието се противопоставя на появилата се в Костурско гръцка пропаганда, заловен е от гръцки андарти, докато работи като жетвар през май 1905 година, но успява да избяга. Заловен е и е убит в Скумско при Скумското клане.